# Rio Okanogan
O Rio Okanogan (nome nos Estados Unidos) ou rio Okanagan (nome no Canadá) é um rio do sudoeste do Canadá e noroeste dos Estados Unidos. Nasce no lago Okanagan, na província da Colúmbia Britânica, Canadá, nas Montanhas Rochosas, e é afluente do rio Colúmbia no estado de Washington.
O seu nome também designa a região de Okanagan, um vale no sul da Colúmbia Britânica, e a cidade de Okanogan e o Condado de Okanogan no estado de Washington.

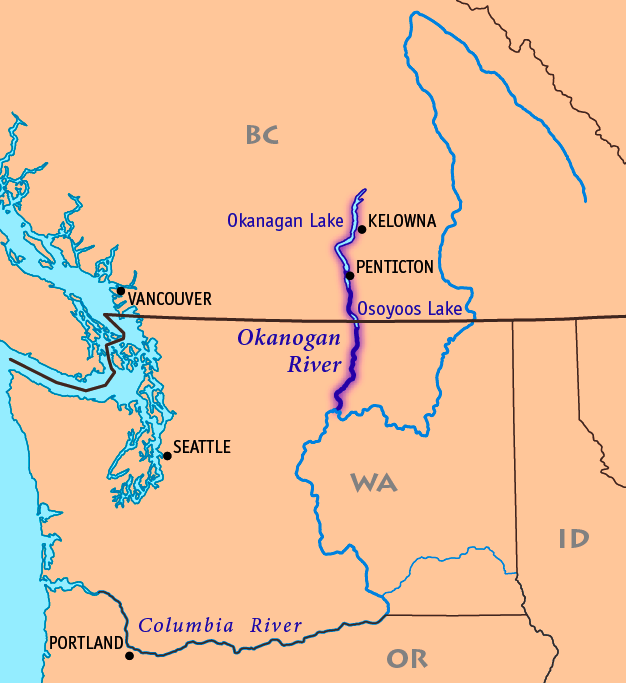
Mapa do rio Okanogan